# Caecostenetroides ruderalis
Caecostenetroides ruderalis es una especie de crustáceo isópodo marino de la familia Gnathostenetroidae.

## Distribución geográfica
Es endémica de las islas Canarias (España).